# Khmerii Roșii

Drapelul Partidului Comunist din Kampucea Democrată

Khmerii Roșii (în khmeră: ខ្មែរក្រហម „Khmer Krahom”) a fost numele dat adepților Partidului Comunist din Kampucea, partid care a condus Cambodgia între 1975 și 1979, în frunte cu Pol Pot, Nuon Chea, Ieng Sary, Son Sen și Khieu Samphan. Regimul condus de Khmerii Roșii în această perioadă a fost denumit Kampucea Democrată.

## Scurtă prezentare
Această organizație a rămas în istorie pentru ingineriile sale sociale soldate cu genocid.

## Genocid
Tentativele sale de reformă agricolă au dus la o foamete generalizată, iar insistența de a se autoîntreține, chiar și în ce privește medicamentele, a dus la moartea a mii de oameni de boli vindecabile, cum ar fi malaria. Execuții brutale și arbitrare, precum și tortura comise de cadrele regimului împotriva a ceea ce percepeau a fi elemente subversive, sau în timpul epurărilor între 1976 și 1978, sunt considerate genocid.
Khmerii Roșii au abolit tribunalele, dreptul, legile și banii. I-au executat pe cei care purtau ochelari (semn că erau intelectuali) sau aveau mâini delicate (semn că erau exploatatori). Au comis genocid asupra etnicilor vietnamezi din Cambodgia.
Partidul Comunist din Kampucea a constituit conducerea secretă a Khmerilor Roșii, numele său oficial fiind cunoscut doar câtorva membri ai săi: ei se autodenumeau Angkar (organizația) și și-au anunțat oficial existența abia în 1977, la aproape doi ani după proclamarea statului Kampucea Democrată.